# Сухраварди, Хасан Шахид
Хасан Шахид Сухраварди (Сураварди) (англ. Shahid Suhrawardy 24 октября 1890, Калькутта — 1965 Карачи) — пакистанский поэт, историк, преподаватель, дипломат.

## Биография
Родился в Калькутте в мусульманской семье. Отец Хасана был судьёй Верховного суда Калькутты. Старший брат Хусейна Сухраварди, впоследствии ставшего премьер-министром Пакистана. Учился в Калькуттском университете, где получил степень бакалавра, затем продолжил образование в Оксфордском университете, где изучал право, языки и историю культуры. В 1916 году приехал в Россию для усовершенствования знаний в русском языке. Побывал в Петрограде, в Киеве, в Крыму, а к концу 1917 года очутился в Москве.
Работал в МХАТе, где был членом коллегии режиссёров. Преподавал английский язык в Московском университете и на высших женских курсах. Был известен в литературных и театральных кругах Москвы. В 1918 году сотрудничал в эсеровской газете «Возрождение». Болел тифом.
В 1920 году получил командировку в Грузию и уехал из советской России через Константинополь. Жил в Праге, где сотрудничал с т. н. «пражской группой» МХАТа. В 1924 году поселился в Париже, несколько лет жил на квартире профессора-археолога А. И. Калитинского и его жены, актрисы МХАТа М.Н.Германовой. Работал в отделе искусств Лиги Наций. С 1928 года входил в русскую парижскую масонскую ложу «Северная звезда» Великого востока Франции.
В 1932 году возвратился в Индию. Преподавал историю искусства в Калькуттском университете. Принимал активное участие в общественной жизни страны. В 1954 году назначен послом Пакистана в Испании и Ватикане. Затем посол в Марокко и Тунисе.
Основатель пакистанского Пен-клуба. 
Умер в 1965 году.

## Труды
- The Art of the Mussulmans in Spain. 2005. ISBN 0195797949.